# Bílovice nad Svitavou (železniční zastávka)
Bílovice nad Svitavou jsou železniční zastávka ve stejnojmenné obci v okrese Brno-venkov. Leží v km 164,350 železniční trati Brno – Česká Třebová mezi stanicemi Brno-Maloměřice a Adamov.

## Historie
Trať z Brna do České Třebové byla zprovozněna v roce 1849, mezilehlé zastávky ale byly stavěny až po nárůstu osobní dopravy. Společnost státní dráhy (StEG) zřídila bílovickou zastávku u strážního domku č. 121, do provozu byla uvedena 15. května 1881. V roce 1884 byla ke strážnímu domku přistavěna dřevěná veranda. V roce 1896 byla postavena hrázděná budova s uzavřenou čekárnou, otevřenou verandou, záchody a příručním skladem. Do roku 1918 nesla zastávka název Bilowitz, pak Bílovice a od roku 1924 Bílovice nad Svitavou. V roce 1909 byla StEG znárodněna a novým majitelem dráhy byly Císařsko-královské státní dráhy (kkStB). V roce 1913 byla Ředitelstvím pro tratě bývalé Společnosti severní dráhy dokončena výstavba nové výpravní budovy.

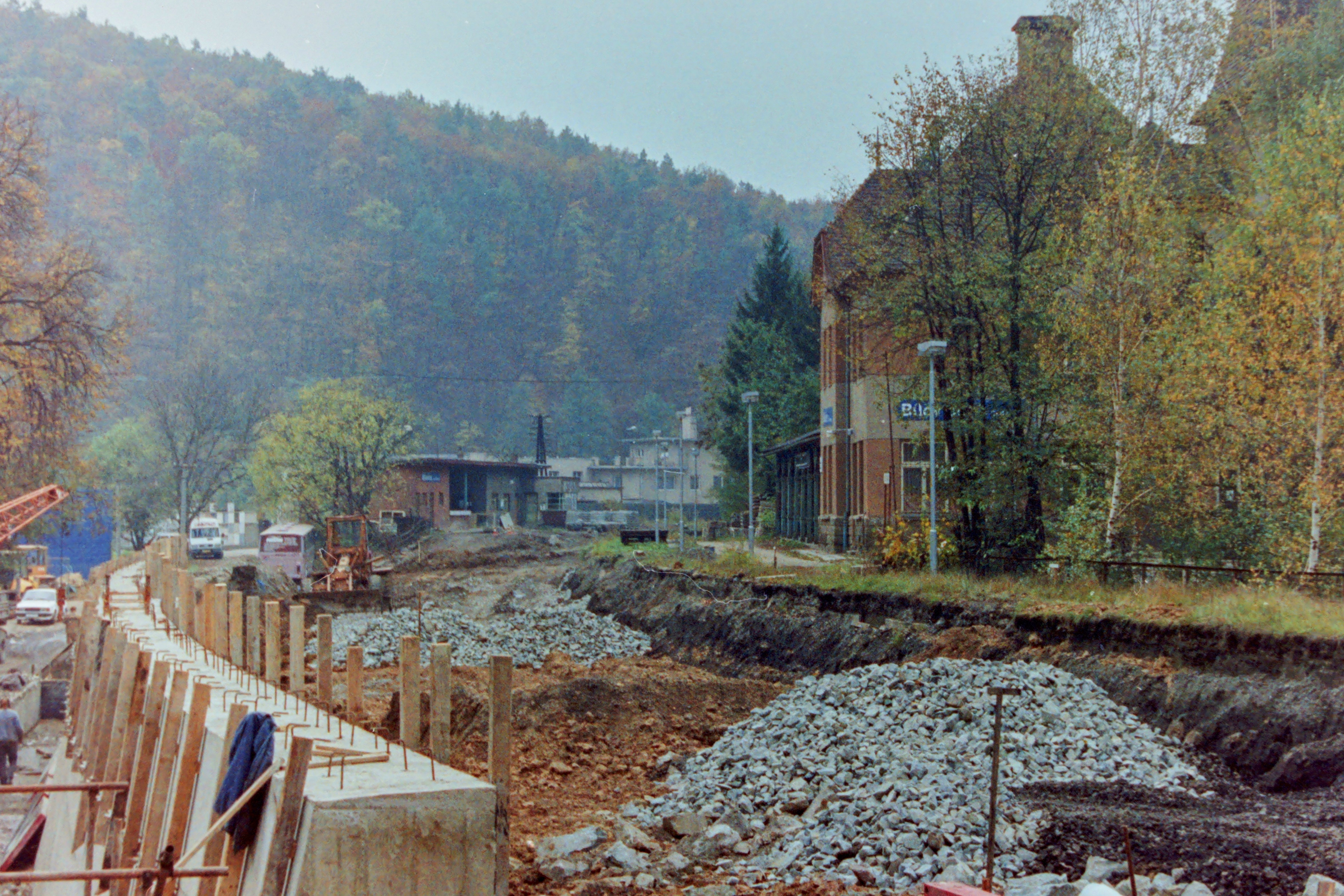
Přestavba zastávky v roce 1996

Zastávkou prochází I. železniční koridor. V letech 1992–1998 byla trať modernizována a elektrizována. V roce 2022 prošla zastávka rozsáhlou rekonstrukcí, při které byl vybudován podchod k nástupištím, nové přístupy k autobusové zastávce a bylo vybudováno záchytné parkoviště P+R.

## Popis zastávky
V zastávce jsou dvě jednostranná nástupiště, nástupní hrana je ve výšce 550 mm nad temenem kolejnice. Nástupiště jsou propojena podchodem. Cestující jsou informováni o jízdách vlaků pomocí odjezdové tabule a rozhlasu.

## Výpravní budova
V letech 1912–1913 byla Ředitelstvím pro tratě bývalé StEG pod vedením architekta Franze Uhla postavena secesní výpravní budova ve vilovém stylu. K dvoupodlažní budově kryté vysokou stanovou střechou se přimyká schodišťová převyšující čtyřpodlažní věž s dlátovou střechou. Fasáda měla hladké plochy bez dekorativních prvků s obdélnými okny, která měla v horní části čtvercové tabulky, věž měla nárožní kvádrování. Tento styl byl hrubě narušen v roce 1961 použitím břizolitové omítky a v devadesátých letech 20. století nahrazením plastovými okny. V letech 2019–2020 byla provedena rekonstrukce výpravní budovy podle projektu, který zpracovali architekti Jiří Knesl a Josef Kynčl. Původně byla ve výpravní budově čekárna a pokladna, v patře dva služební byty. Ve vestibulu výpravny se dochoval glazovaný keramický obklad s květinovým vzorem a dlažba.
K výpravní budově byla přistavěna otevřená veranda s dřevěnou konstrukcí střechy, která je nesena dřevěnými sloupky zdobenými plastickými prvky. Veranda je částečně propojena s výpravní budovou a sloužila jako letní otevřená čekárna.
Hrázděná budova z roku 1896 a strážní domek č. 121 byly na konci druhé světové války v roce 1945 při osvobozovacích bojích zničeny po zásahu bombou. Na místě vyhořelých objektů byla v letech 1946–1947 postavena přízemní budova brněnskými firmami Josef Plotěný a Antonín Konečný. V budově byly kanceláře, čekárna, veranda, zavazadlovna, sociální zařízení a skladiště.